# Вац
Вац (угор. Vác) — місто в Угорщині, у медьє Пешт.

## Спорт
У місті базується відомий в 90-ті роки двадцятого століття футбольний клуб Вац.

## Уродженці
- Ева Донус — угорська гребчиха-байдарочниця, чемпіонка та бронзова призерка літніх Олімпійських ігор у Барселоні, чемпіонка світу, переможниця багатьох регат національного та міжнародного значення.